# Club Internacional de Fútbol Miami
O Club Internacional de Fútbol Miami, conhecido como Inter Miami CF ou simplesmente Inter Miami, é um clube profissional de futebol de Fort Lauderdale, Flórida. Fundado em 2018, o clube começou a jogar na Conferência Leste da Major League Soccer (MLS) durante a temporada de 2020. O clube atualmente joga suas partidas como mandante no Chase Stadium, o local do antigo Lockhart Stadium.
Em 2023, o clube contratou o futebolista argentino Lionel Messi, sendo considerada a maior contratação da história da MLS. Após a chegada de Messi, o clube conquistou seu primeiro título da história. Em 2024, o valor estimado da equipe pela Forbes é de 1,03 bilhão de dólares, ficando em segundo lugar na liga, atrás do Los Angeles Football Club.

## História

### Início e expansão
Em novembro de 2012, o comissário da Major League Soccer (MLS) Don Garber confirmou o interesse renovado da liga em colocar uma franquia de expansão em Miami, depois que o Miami Fusion Football Club fechou após a temporada de 2001, e uma tentativa de expansão liderada por Claure e Futbol Club Barcelona falhou em 2009.

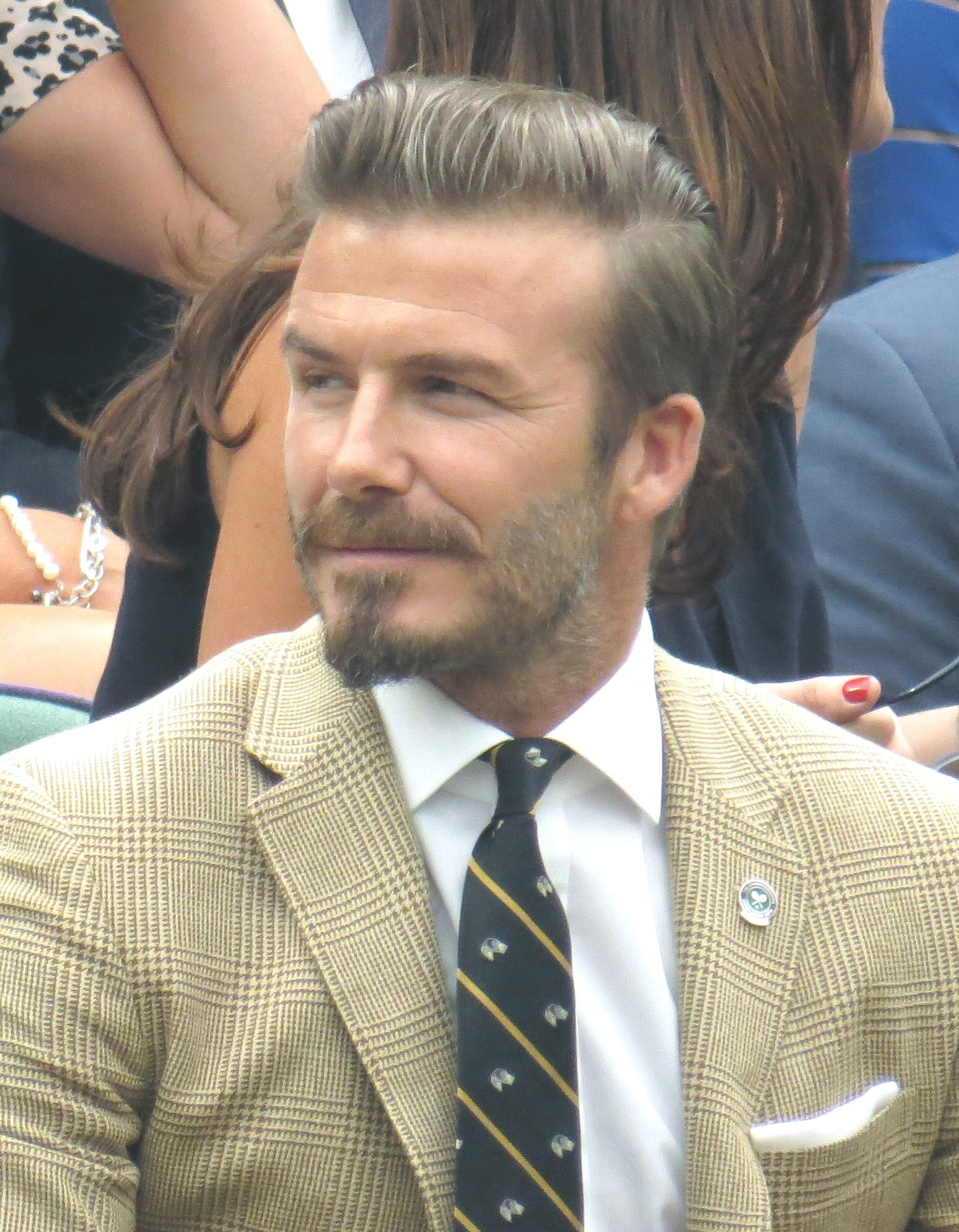
David Beckham, presidente e coproprietário do clube

Quando David Beckham, que havia recebido uma opção para comprar uma equipe de expansão a um preço de 25 milhões de dólares, se juntou à liga em 2007, e terminou sua carreira de jogador em abril de 2013, a liga realizou discussões preliminares com conselheiros de Beckham sobre vários alvos de expansão, incluindo Miami. Nesse mesmo ano, outros investidores, incluindo o financista italiano Alessandro Butini e Stephen M. Ross, proprietário do Miami Dolphins, expressou interesse em possuir uma franquia de Miami também.
Em 2013, quando David Beckham foi entrevistado pela CNN, ele agradeceu a Fuller pelo acordo inovador da MLS que havia negociado em 2007 e, especificamente, pela cláusula que Fuller insistiu em inserir em benefício do jogador: "Quando assinei meu contrato seis, sete anos atrás, meu empresário Simon Fuller conseguiu uma cláusula no contrato que me permitia ter uma franquia no final da minha carreira de jogador". Em seu discurso de dezembro de 2013 sobre a Liga, Garber identificou Beckham e Simon Fuller como potenciais proprietários em Miami. Mais tarde, em 17 de dezembro, os comissários do Condado de Miami-Dade votaram por unanimidade para permitir que o prefeito Carlos A. Giménez negociasse com o grupo liderado por Beckham em um novo estádio no centro de Miami. A liga anunciou que Beckham exerceu sua opção de compra em 5 de fevereiro de 2014, e que o Miami Beckham United, o grupo de investimentos liderado por Beckham, Fuller e Claure, teria uma franquia de expansão em Miami, assumindo que o financiamento para um estádio poderia ser feito. Em apresentações para autoridades e potenciais investidores, o grupo de proprietários usou "Miami Vice" e "Miami Current" como títulos de trabalho para o clube. Depois que as propostas iniciais do estádio não foram bem-sucedidas, o comissário Garber reiterou, em agosto de 2014, que a expansão não seria aprovada até que um plano de estádio no centro da cidade estivesse garantido, e foi somente depois que Fuller apresentou Beckham a Jorge e José Mas, que o plano recebeu luz verde. Posteriormente, Beckham comprou as ações de Fuller em maio de 2019.
Em 29 de janeiro de 2018, o grupo Miami Beckham United (formado por Beckham, Claure, Fuller, Masayoshi Son, fundador e CEO do SoftBank, e Jorge e José Mas, líderes da empresa MasTec de telecomunicações e construção, com sede em Miami), quatro anos após o anúncio original da participação de uma equipe, foi oficialmente premiado com a vigésima quinta franquia da MLS, sendo que estava programada para ser lançada na temporada de 2020. O anúncio representou parte de uma expansão maior da MLS que aumentaria seu número de times para 26 até 2020 e 30 depois disso. Desde o anúncio original de Beckham sobre sua intenção de colocar um time em Miami, em 2014, Orlando City, New York City FC, Atlanta United, Minnesota United, Los Angeles FC e FC Cincinnati começaram a jogar na MLS. Paul McDonough foi contratado como diretor esportivo em 4 de agosto. O grupo de proprietários da equipe foi posteriormente renomeado para Miami Freedom Park LLC. Eles anunciaram o Club Internacional de Fútbol Miami, abreviado para Inter Miami CF, como o nome oficial do clube em 5 de setembro de 2018. Em 6 de novembro de 2018, ocorreu um referendo público onde deu-se a aprovação da negociação entre os governantes da cidade de Miami com Beckham e seu grupo, acerca do estádio do clube e de planejamentos futuros. Em 30 de dezembro de 2019, Diego Alonso, ex-jogador da Seleção Uruguaia e treinador do CF Monterrey, foi anunciado como o primeiro técnico do clube.

### Primeiros anos (2020–2023)
A primeira partida oficial do Inter Miami foi realizada no dia 1 de março de 2020, contra o Los Angeles FC, no Banc of California Stadium, perdendo o jogo por 1–0. O jogador designado Rodolfo Pizarro marcou o primeiro gol da história do Inter Miami no jogo seguinte, em 7 de março, na derrota por 2–1 para o D.C. United. A primeira partida em casa seria em 14 de março de 2020, contra o Los Angeles Galaxy, ex-clube de Beckham. A partida foi adiada devido à pandemia de COVID-19. Em 23 de agosto de 2020, o Inter Miami registrou sua primeira vitória na história da competição, por 3–2 sobre o Orlando City. O clube sempre esteve ligado a muitos rumores de que iria contratar diversos jogadores famosos, incluindo as maiores estrelas de clubes do futebol europeu.

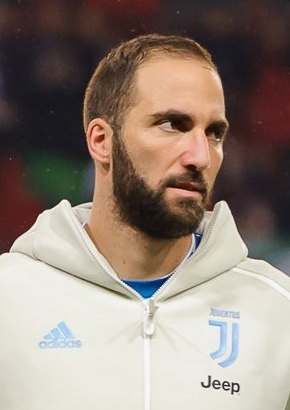
O atacante argentino Gonzalo Higuaín é um dos maiores artilheiros da história do clube

Em 18 de setembro de 2020, Gonzalo Higuaín foi contratado pela equipe; o jogador argentino se aposentou no fim da temporada de 2022, sendo um dos maiores artilheiros da história do clube, com 29 gols em 70 jogos.[carece de fontes?] Em 18 de janeiro de 2021, o treinador da Seleção Inglesa de Futebol Feminino, Phil Neville, foi nomeado como o novo técnico da equipe, e Chris Henderson, do Seattle Sounders FC, como diretor de futebol e diretor esportivo.
Em 2021, os irmãos Mas finalizaram uma compra para assumir a propriedade majoritária da equipe de Claure e Filho. Em 28 de maio de 2021, a MLS anunciou que sancionaria o Inter Miami, o proprietário Jorge Mas e o ex-diretor esportivo Paul McDonough por violar as regras do plantel durante a temporada de 2020. O clube contratou Blaise Matuidi e Andrés Reyes usando dinheiro de alocação direcionada (TAM) para cumprir os requisitos de teto salarial e evitar o uso das três contratações possíveis de um Jogador Designado, mas descobriu-se que excedeu o máximo de TAM em 1,61 milhão de dólar por jogador. A MLS multou o clube em 2 milhões de dólares e reduziu sua alocação de dólares em 2,27 milhões de dólares para as temporadas de 2022 e 2023, enquanto Mas foi multado em 250 mil dóalres e McDonough foi suspenso das atividades da liga até o final da temporada de 2022. Antes do anúncio, Matuidi foi reclassificado como Jogador Designado ao ocupar o lugar ocupado por Matías Pellegrini, que foi emprestado ao Fort Lauderdale CF depois que seu contrato foi rescindido pelo clube. Em 1 de junho de 2023, o Inter Miami anunciou que o técnico Phil Neville havia deixado a equipe. Na altura, o clube ocupava a última colocação da Conferência Leste. "Às vezes, neste jogo, temos que tomar as decisões mais difíceis e, infelizmente, sentimos que é o momento certo para fazer uma mudança", disse Beckham. O assistente técnico Javier Morales assumiu o cargo de técnico interino no mesmo dia.

### Era Messi (2023–presente)

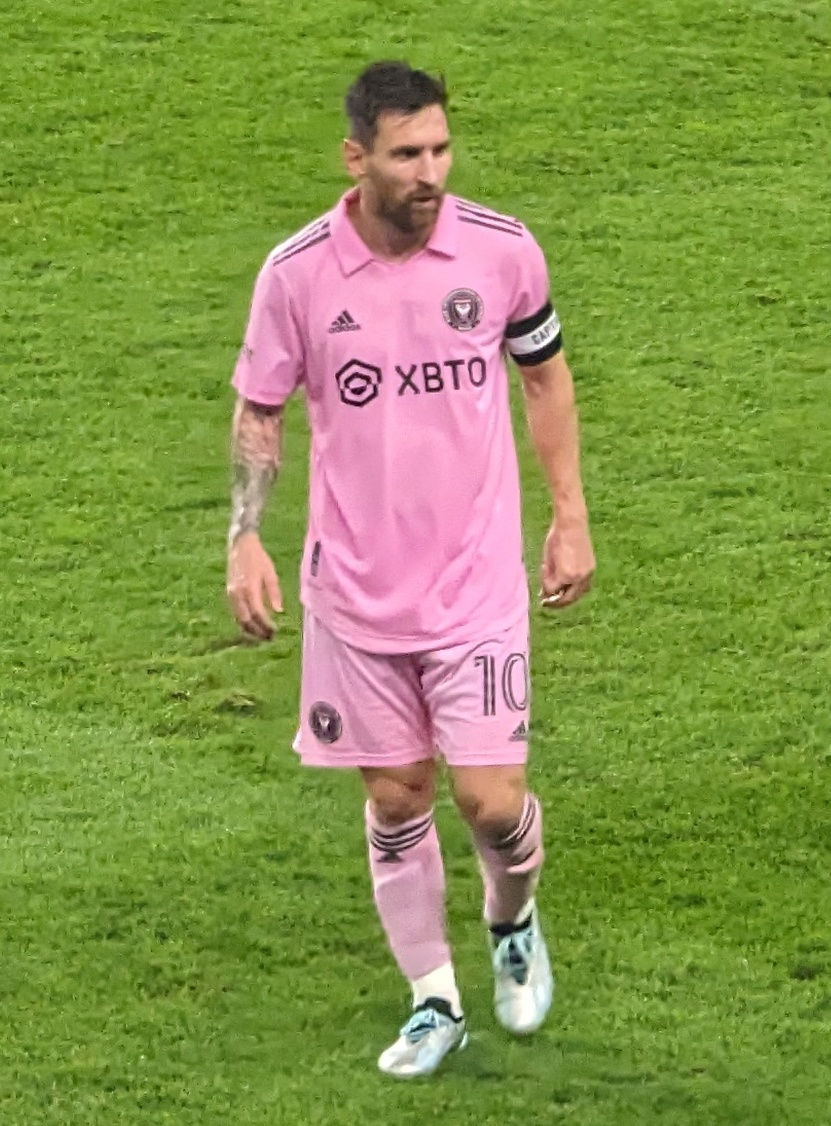
O atacante argentino Lionel Messi assinou com o Miami em julho de 2023, sendo considerada a maior contratação da história da MLS

Em 5 de junho de 2023, Lionel Messi, na altura sete vezes vencedor da Bola de Ouro, anunciou sua intenção de ingressar no clube após deixar o Paris Saint-Germain, recusando ofertas para jogar no Al-Hilal e no Barcelona. Messi assinou seu contrato de Jogador Designado em 15 de julho de 2023, juntando-se ao time até a temporada de 2025 da MLS. O argentino e ex-treinador do Barcelona, Tata Martino, foi nomeado técnico do clube em 28 de junho e ingressou no Miami no mês seguinte. Messi se juntou formalmente à equipe, ao lado de Sergio Busquets, seu ex-companheiro no Barcelona, em uma cerimônia de inauguração em 16 de julho, que foi assistida por mais de 3,5 bilhões de pessoas, se tornando na maior apresentação da história de um jogador de futebol. Cinco dias depois, Jordi Alba, outro de seus ex-companheiros de Barcelona, também assinou pelo Inter Miami.
Em 21 de julho de 2023, Messi e Busquets fizeram sua estreia em casa na vitória por 2–1 sobre o Cruz Azul na Copa das Ligas, com os dois jogadores entrando aos 54 minutos. Messi marcou o gol da vitória em uma cobrança de falta nos acréscimos, encerrando a sequência de 11 jogos sem vitórias do Miami. Com 12 milhões de telespectadores, foi o jogo de futebol mais assistido da história da televisão dos Estados Unidos. Em 25 de julho de 2023, Messi e Busquets jogaram sua primeira partida como titulares na vitória por 4–0 sobre o Atlanta United, na qual Messi e Robert Taylor marcaram dois gols e deram uma assistência cada.
Em 20 de agosto, na final da Copa das Ligas contra o Nashville SC, o Inter Miami conquistou seu primeiro título da história, vencendo por 10–9 nos pênaltis após o empate em 1–1 no tempo normal; Messi foi o Artilheiro e Melhor Jogador da competição. Em 26 de agosto de 2023, Messi, Busquets e Alba estrearam na MLS na partida contra o New York Red Bulls, que terminou com uma vitória por 2–0; ambos os jogadores entraram no jogo aos 60 minutos e Messi marcou o último gol do jogo. Em 27 de setembro de 2023, após chegar a final da Copa dos Estados Unidos pela primeira vez em sua história, o Inter Miami perdeu por 2–1 para o Houston Dynamo; por conta de lesões, Messi e Alba não jogaram a final.
Em 30 de outubro de 2023 e em 15 de janeiro de 2024, o Inter Miami se tornou o único time da história da MLS a ter um jogador ganhando o Ballon d'Or e o The Best da FIFA, respectivamente, enquanto ainda estava no clube, quando Messi conquistou sua oitava premiação de ambas cerimônias. Por conta da vitória de Messi no Ballon d'Or, o Inter Miami realizou um amistoso contra o New York City FC intitulado Noche d'Or, enquanto a oitava Bola de Ouro de Messi foi entregue e mostrada ao público no então DRV PNK Stadium.
Em dezembro de 2023, o Inter Miami assinou um contrato de um ano com o atacante Luis Suárez. Da noite de 21 para 22 de fevereiro de 2024, na primeira partida da nova temporada da MLS, tanto Messi como Suárez deram uma assistência na vitória do clube de 2–0 sobre o Real Salt Lake.
Em 2025, o Inter Miami foi selecionado para participar do Mundial de Clubes da FIFA, integrando o Grupo A. Na estreia, empatou por 0–0 com o Al-Ahly. Em seguida, venceu o Porto por 2–1 e, no último jogo da fase de grupos, empatou por 2–2 com o Palmeiras. Com cinco pontos, classificou-se para as oitavas de final, onde foi eliminado após derrota por 4–0 para o Paris Saint-Germain.

## Cores
O grupo Miami Beckham United revelou o nome e as cores do time no dia 5 de setembro de 2018. O nome foi anunciado como Club Internacional de Fútbol Miami (Inter Miami CF). O emblema, projetada em estilo e cores que lembram a tradição arquitetônica art déco da cidade, exibe duas grandes garças brancas com pernas entrelaçadas formando uma letra M. Entre as garças há um eclipse, o sol com sete raios em homenagem ao número que Beckham costumava usar como jogador. As cores do time são rosa, preto e branco e é o único grande time de esportes profissionais na América do Norte que tem rosa como cor do time. O escudo completo exibe o nome do time circulando tudo com os algarismos romanos MMXX representando o ano de 2020, que foi a temporada inaugural da equipe. O escudo de três pontas representa as três principais comunidades do sul da Flórida: Miami, Fort Lauderdale e West Palm Beach.
A espécie das aves no emblema foi objeto de debate após seu anúncio e inauguração, com alguns especulando que fossem flamingos e garças. Mais tarde, a equipe anunciou que as aves eram garças brancas.
O nome do clube foi objeto de uma disputa de marca registrada com o clube italiano Inter de Milão, que entrou com uma ação no Escritório de Marcas e Patentes dos Estados Unidos pelo uso protegido de "Inter" em 2014. A MLS apresentou uma objeção à reivindicação de marca registrada em abril de 2019, argumentando que o nome "Inter" era genérico devido ao seu uso por outros clubes e não poderia ser reivindicado exclusivamente. Até 2021, o caso continua.

## Uniforme

### Evolução do 1.° Uniforme
| 2020–2021 | 2022–2023 | 2024– |

### Evolução do 2.° Uniforme
| 2020 | 2021–2022 | 2023– |

### Patrocínio
| Temporada | Fabricante | Patrocinador (camisa) | Patrocinador (manga) |
| --------- | ---------- | --------------------- | -------------------- |
| 2020      | Adidas     | Nenhum                | Baptist Health       |
| 2021      | Adidas     | XBTO                  | Nenhum               |
| 2022      | Adidas     | XBTO                  | Xmanna               |
| 2023      | Adidas     | XBTO                  | Fracht Group         |
| 2024–     | Adidas     | Royal Caribbean       | Fracht Group         |

## Estádio

### Miami Freedom Park

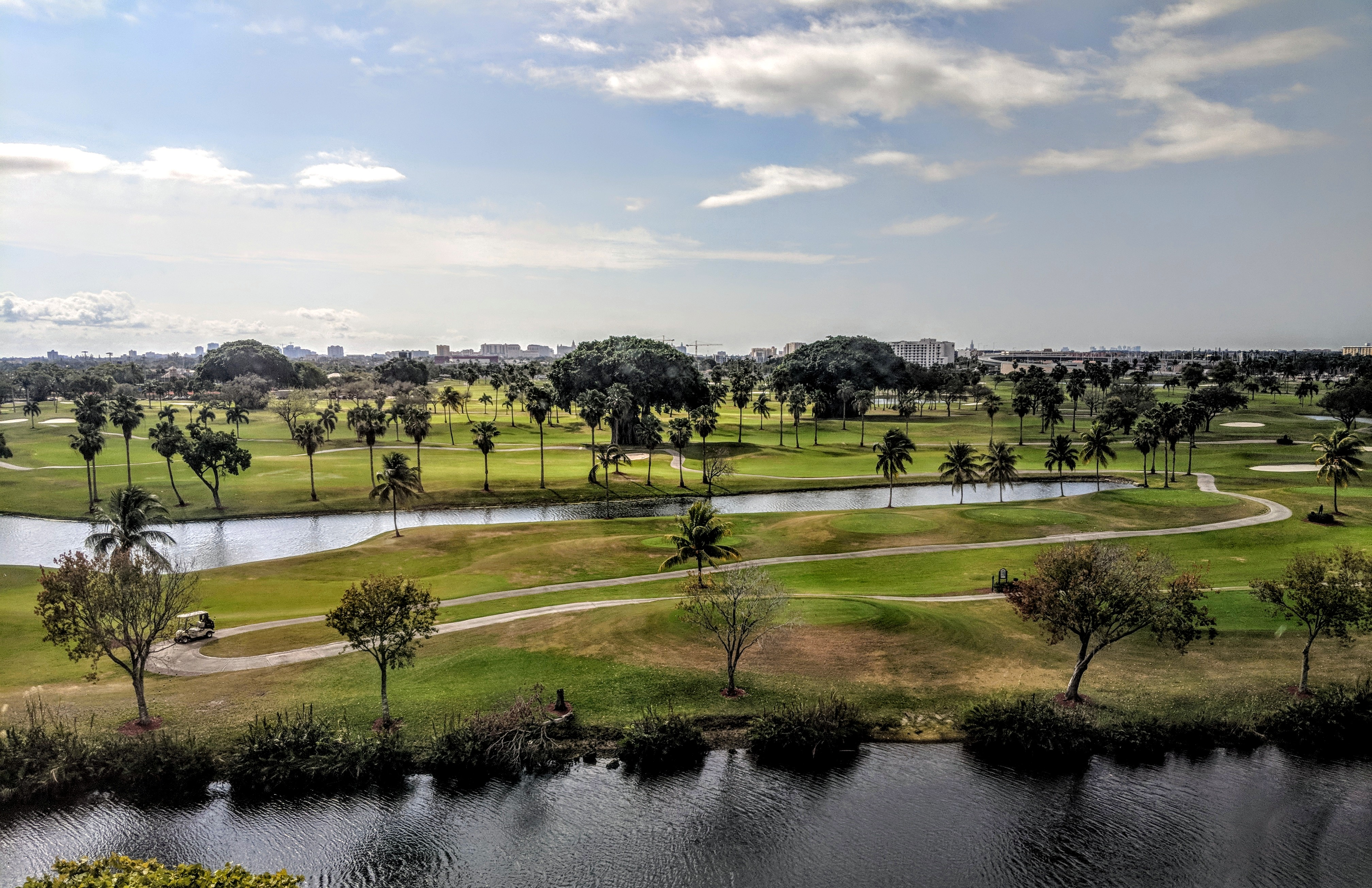
O Melreese Country Club é o futuro local do Miami Freedom Park.

Em março de 2020, o Inter Miami começou a jogar em Fort Lauderdale. Eles vão continuar jogando lá até que seu novo estádio, conhecido como Miami Freedom Park, esteja concluído. A proposta atual é para um estádio de 25 mil lugares que faria parte do Freedom Park, um complexo de uso misto no atual local do Melreese Country Club, de propriedade da cidade, perto do Aeroporto Internacional de Miami. A aprovação para a construção do estádio dependia do resultado de um referendo público realizado em 6 de novembro de 2018. O resultado do referendo teve cerca de 60% dos eleitores aprovando a medida para converter o campo de golfe municipal próximo ao aeroporto internacional no novo estádio do Inter Miami CF, o Miami Freedom Park.
O desenvolvimento proposto, a ser construído em um terreno público de 131 acres, incluirá 93 mil m2 de escritório, varejo e espaço comercial, 750 quartos de hotel, 23 acres de campos de futebol públicos além do estádio de 10,5 acres, e os 58 acres restantes serão um parque público. Os proprietários também farão parcelas anuais de 20 milhões de dólares por 30 anos para melhorias em parques públicos em toda a cidade. O acordo ainda requer a aprovação de uma supermaioria de quatro votos dos cinco comissários da cidade de Miami. O plano enfrentou oposição de apoiantes do clube de golfe e muitos detalhes, como a responsabilidade fiscal pelas cinzas tóxicas do incinerador no solo, que ainda precisam ser resolvidos.
A decisão segue uma longa exploração de opções. Alguns locais que haviam sido considerados anteriormente incluíam: Dodge Island no Porto de Miami (em 2013), a orla de Downtown Miami no Museum Park (em 2014), um local adjacente ao Marlins Park da MLB (em 2015) e um local de propriedade privada em Overtown de Miami (em 2015–16). A equipe também considerou o Estádio Riccardo Silva na Universidade Internacional da Flórida.
Em agosto de 2023, foi anunciado que o último obstáculo legal havia sido superado e a construção do estádio finalmente havia começado, com data de conclusão prevista para 2025, último ano do contrato de Messi com o clube.

### Chase Stadium

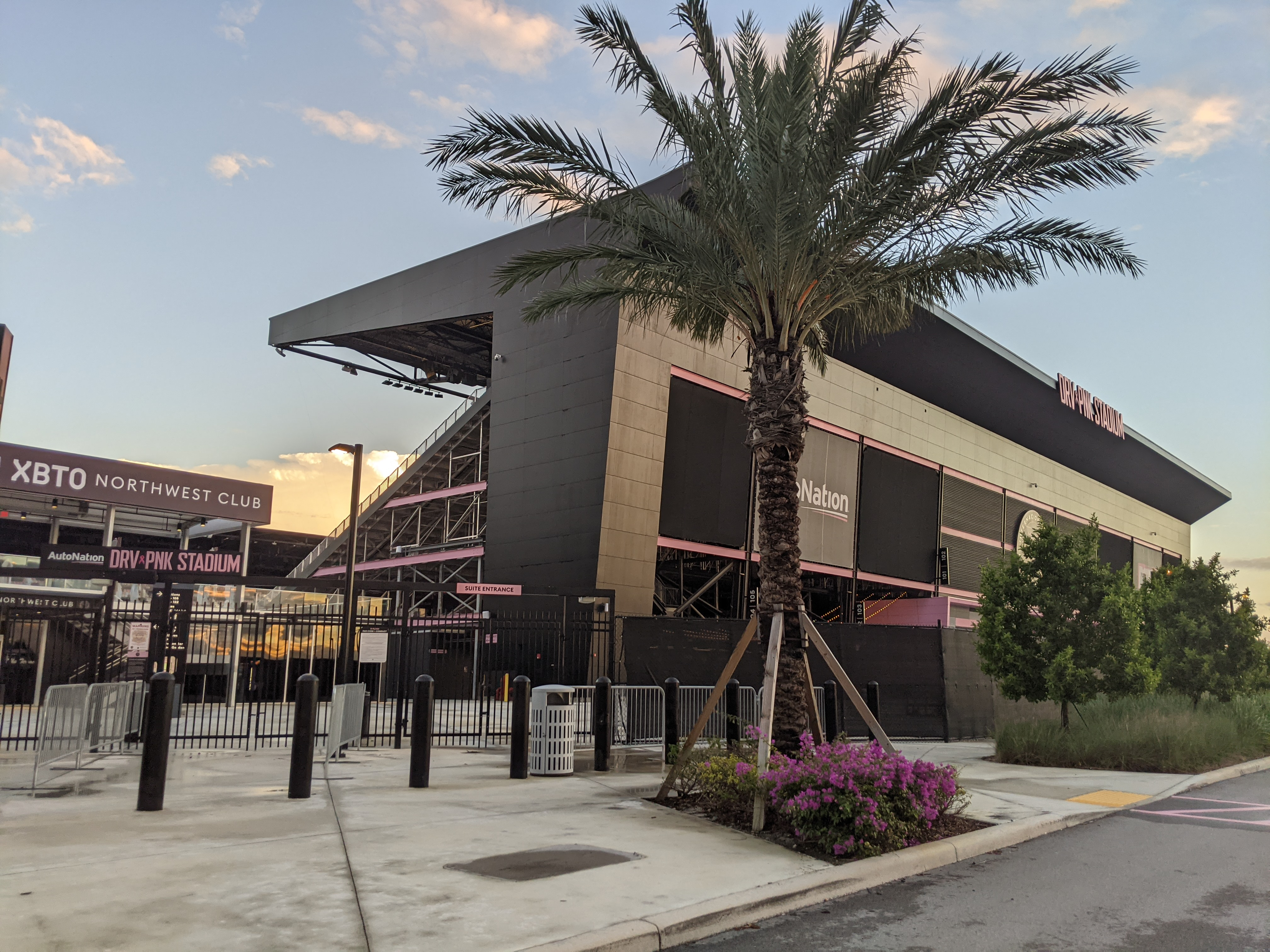
Entrada do Chase Stadium

O Chase Stadium, anteriormente conhecido como DRV PNK Stadium, é um estádio de futebol em Fort Lauderdale, Flórida, no local do antigo Lockhart Stadium. O estádio foi feito de forma a que o sol não esteja nos olhos do goleiro. O estádio é a sede principal do time e sua academia de juniores, além de outros campos de treinamento.
O Fort Lauderdale Strikers anunciou em 2016 que estava saindo do Lockhart Stadium, sendo que, após isso, o estádio caiu em um estado de abandono. No final de janeiro de 2019, o Inter Miami anunciou suas intenções de buscar o local do Lockhart Stadium para servir como campo de treinamento do clube para seu primeiro time, o time reserva da USL League One, Fort Lauderdale CF, e a academia de juniores. O desenvolvimento também incluiria um estádio de cerca de 18 mil lugares, que serviria como casa permanente do Fort Lauderdale CF e como casa interina do Inter Miami por pelo menos as duas primeiras temporadas, enquanto o estádio Miami Freedom Park estiver em construção. O conselho da cidade de Fort Lauderdale aprovou por unanimidade a oferta do Inter Miami para o local do Lockhart Stadium em março de 2019. Em abril, a Comissão da Cidade de Fort Lauderdale liberou o Inter Miami para iniciar o processo de demolição. Em 9 de julho de 2019, a Comissão da Cidade de Fort Lauderdale aprovou por unanimidade um contrato com o Inter Miami de arrendamento de 50 anos para o local do Lockhart Stadium; nos termos do acordo, a cidade manterá a propriedade do imóvel, enquanto o clube de futebol será responsável pela construção, operação e manutenção das novas instalações.

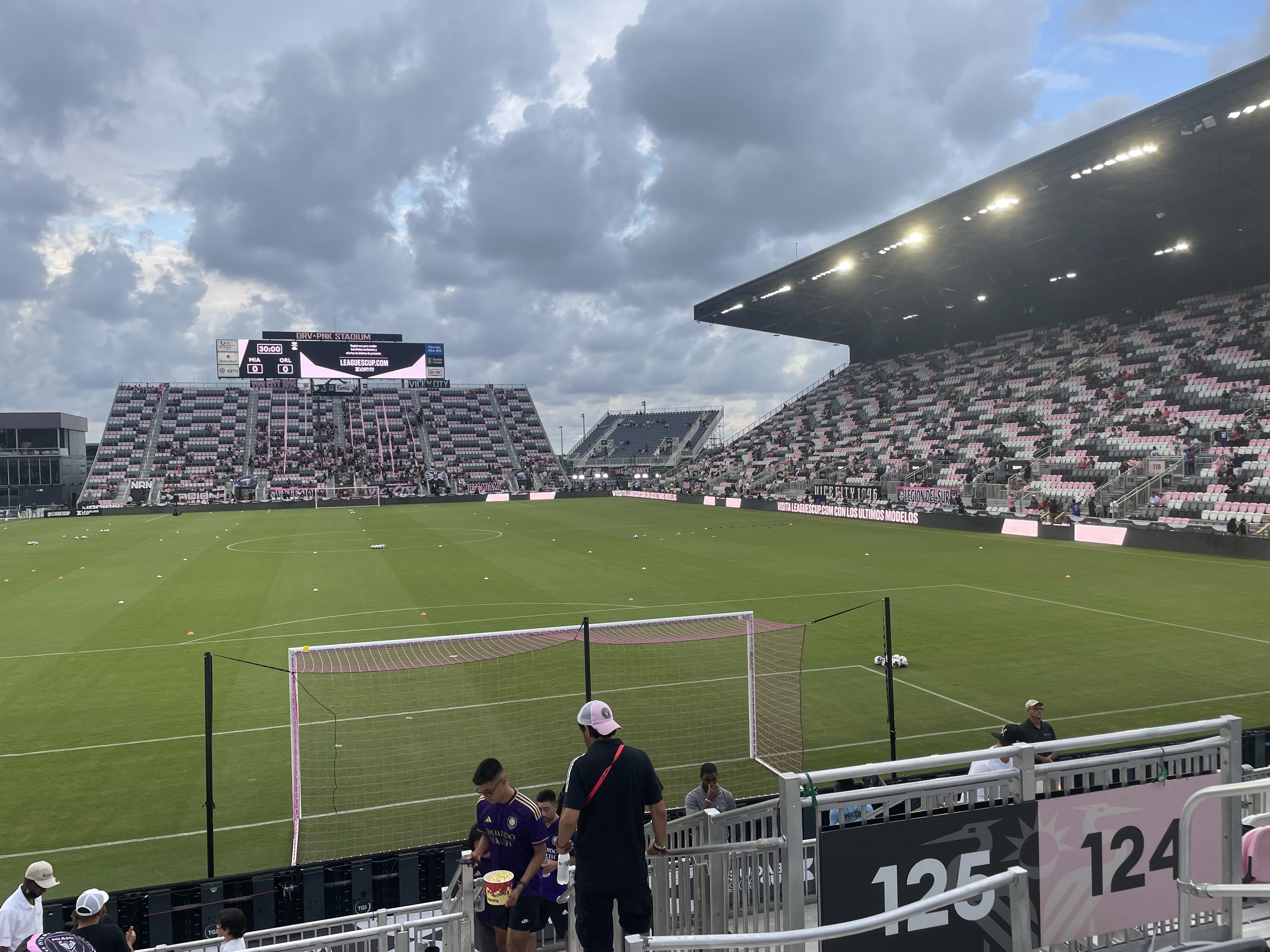
Novos assentos foram adicionados ao estádio.

Com a chegada de Messi, o estádio foi expandido com 3 mil novos lugares em julho de 2023, sendo que uma segunda expansão foi concluída em janeiro de 2024, aumentando a capacidade para 21 550 lugares. Em 20 de fevereiro de 2024, um dia antes da partida de abertura da nova temporada de 2024, o clube anunciou uma parceria plurianual com a JPMorgan Chase. O estádio foi então rebatizado para Chase Stadium com efeito imediato.

### Complexo de treinamento
No final de janeiro de 2019, o clube anunciou suas intenções de buscar o local do Lockhart Stadium em Fort Lauderdale para servir como campo de treinamento do clube para seu primeiro time, academia de juniores e futuro time da United Soccer League (USL).
O novo complexo de treinamento consiste em mais de 30 acres de grama e espaço verde, que incluirá várias comodidades, como um parque, campos de futebol juvenil e um centro comunitário. Após a conclusão, o complexo será usado como instalações permanentes de treinamento para todos os níveis das equipes do Inter Miami, desde as equipes da Academia Juvenil e da USL League One até a primeira equipe que joga na MLS.

## Propriedade
O grupo proprietário por trás da franquia foi formado pela primeira vez em 2013 como Miami Beckham United, embora agora seja comercializado sob o nome de Miami Freedom Park LLC. O grupo proprietário original era liderado pelo empresário boliviano Marcelo Claure, enquanto Masayoshi Son e os irmãos Jorge e Jose Mas foram adicionados ao grupo proprietário em 2017. O esforço teve origem em um contrato que David Beckham assinou com a MLS em 2007; ele se juntou ao Los Angeles Galaxy e negociou a opção de possuir uma equipe de expansão do torneio com uma taxa de franquia com desconto.
Em 17 de setembro de 2021, foi anunciado que Beckham e os irmãos Mas haviam comprado as participações de Claure e Son no grupo proprietário. A Ares Management também foi adicionada ao grupo de proprietários.

## Torcedores

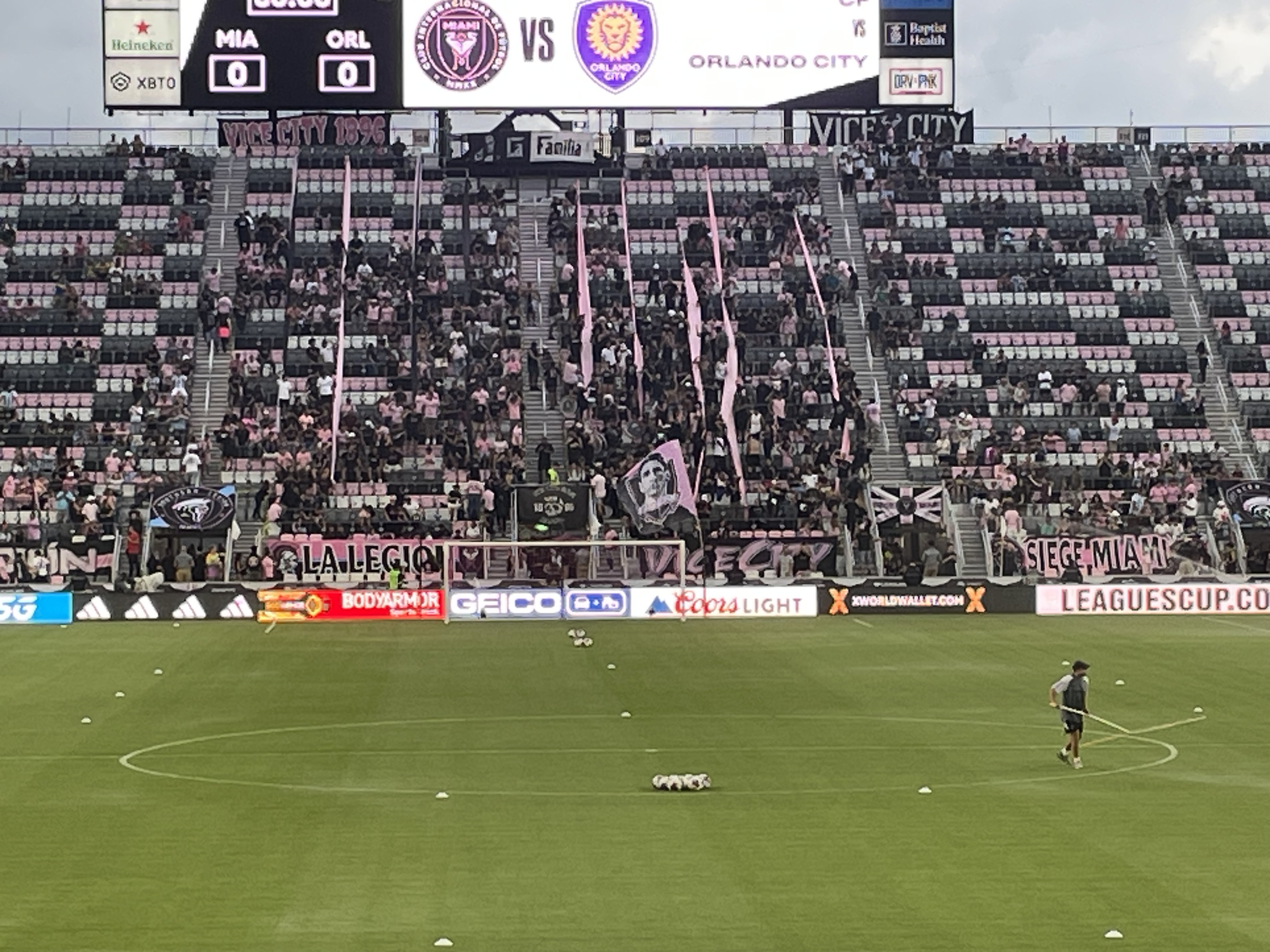
Seção de torcedores no Chase Stadium, com The Siege (Siege Miami) à direita, e Vice City 1896 e Southern Legion (La Legion) no meio

O clube tem quatro grupos de torcedores oficiais: The Siege, Southern Legion, Vice City 1896, e Nación Rosa Y Negro.

## Rivalidades
O clube tem uma rivalidade intra-estadual com o Orlando City, atualmente os vizinhos mais próximos do time e o único outro time da Flórida na MLS. O Orlando City ingressou na MLS em 2015, mas teve que esperar até sua sexta temporada para jogar uma primeira partida intra-estadual contra um adversário da MLS após a introdução do Inter Miami como uma franquia de expansão em 2020. Foi nomeado Florida Derby (Dérbi da Flórida) pela página oficial da MLS.
O clube também tem uma rivalidade intramunicipal no USL Championship com o clube Miami FC, conhecida como o Miami Clásico.

## Títulos
| CONTINENTAIS | CONTINENTAIS       | CONTINENTAIS | CONTINENTAIS |
|              | Competição         | Títulos      | Temporadas   |
| ------------ | ------------------ | ------------ | ------------ |
|              | Copa das Ligas     | 1            | 2023         |
| NACIONAIS    |                    |              |              |
|              | Competição         | Títulos      | Temporadas   |
|              | Supporters' Shield | 1            | 2024         |

 Campeão invicto

### Outras campanhas de destaque
- U.S. Open Cup
  - Vice-campeão (1): 2023
- Copa dos Campeões da CONCACAF
  - Semifinais (1): 2025

## Elenco
Última atualização: 20 de agosto de 2025.

## Estatísticas

### Temporadas
Atualizado em 15 de maio de 2025
| Temporada | Liga    | Liga | Liga  | Liga | Liga | Liga | Liga | Liga | Liga | Liga | Posição     | Posição | Playoffs        | U.S. Open Cup | Copa das Ligas | Copa dos Campeões da CONCACAF | Mundial de Clubes FIFA | Média de público | Artilheiro(s)   | Artilheiro(s) |
| Temporada | Divisão | Liga | Jogos | V    | E    | D    | GP   | GC   | SG   | Pts  | Conferência | Geral   | Playoffs        | U.S. Open Cup | Copa das Ligas | Copa dos Campeões da CONCACAF | Mundial de Clubes FIFA | Média de público | Nome(s)         | Gols          |
| --------- | ------- | ---- | ----- | ---- | ---- | ---- | ---- | ---- | ---- | ---- | ----------- | ------- | --------------- | ------------- | -------------- | ----------------------------- | ---------------------- | ---------------- | --------------- | ------------- |
| 2020      | 1       | MLS  | 23    | 7    | 3    | 13   | 25   | 35   | −10  | 24   | 10.º        | 19.º    | Fase preliminar | –             | –              | –                             | –                      | 2 216            | Lewis Morgan    | 5             |
| 2021      | 1       | MLS  | 34    | 12   | 5    | 17   | 36   | 53   | −17  | 41   | 11.º        | 20.º    | –               | –             | –              | –                             | –                      | 14 713           | Gonzalo Higuaín | 12            |
| 2022      | 1       | MLS  | 34    | 14   | 6    | 14   | 47   | 56   | −9   | 48   | 6.º         | 12.º    | Primeira rodada | Oitavas       | –              | –                             | –                      | 12 613           | Gonzalo Higuaín | 16            |
| 2023      | 1       | MLS  | 34    | 9    | 7    | 18   | 41   | 54   | −13  | 34   | 14.º        | 27.º    | –               | Vice-campeão  | Campeão        | –                             | –                      | 17 698           | Josef Martínez  | 12            |
| 2024      | 1       | MLS  | 34    | 22   | 8    | 4    | 79   | 49   | +30  | 74   | 1.°         | 1.º     | Primeira rodada | –             | Oitavas        | Quartas                       | –                      | 21 245           | Luis Suárez     | 25            |
| 2025      | 1       | MLS  | 5     | 4    | 1    | 0    | 11   | 5    | +6   | 13   | 2.°         | 6.º     | –               | –             | –              | Semi                          | Oitavas                | 20 746           | Lionel Messi    | 8             |
| Total     | –       | –    | 164   | 68   | 30   | 66   | 239  | 252  | −13  | 234  | –           | –       | –               | –             | –              | –                             | –                      | –                | Lionel Messi    | 44            |

### Participações
Atualizado em 15 de maio de 2025
| Competições  | Competições                   | Temporadas | Melhor campanha             | Estreia | Última |
| Nacionais    | Major League Soccer           | 6          | 1.° lugar (2024)            | 2020    | 2025   |
| Nacionais    | Playoffs MLS Cup              | 3          | Primeira rodada (2022/2024) | 2020    | 2024   |
| Nacionais    | Lamar Hunt U.S. Open Cup      | 2          | Vice-campeão (2023)         | 2022    | 2023   |
| Continentais | Copa das Ligas                | 3          | Campeão (2023)              | 2023    | 2025   |
| Continentais | Copa dos Campeões da CONCACAF | 2          | Semifinais (2025)           | 2024    | 2025   |
| Mundiais     | Mundial de Clubes FIFA        | 1          | Oitavas (2025)              | 2025    | 2025   |

### Artilheiros
Atualizado em 16 de agosto de 2025.
Obs: Em negrito os jogadores que ainda estão em atividade no clube.
| Posição | Jogador            | Jogos | Gols | Rácio | Assistências | Temporadas | Ref.                |
| ------- | ------------------ | ----- | ---- | ----- | ------------ | ---------- | ------------------- |
| 1.º     | Lionel Messi       | 71    | 59   | 0,83  | 29           | 2023–      | [carece de fontes?] |
| 2.º     | Leonardo Campana   | 100   | 32   | 0,32  | 7            | 2022–2024  | [carece de fontes?] |
| 3.º     | Luis Suárez        | 65    | 34   | 0,52  | 20           | 2024–      | [carece de fontes?] |
| 4.º     | Gonzalo Higuaín    | 70    | 29   | 0,41  | 11           | 2020–2022  | [carece de fontes?] |
| 5.º     | Robert Taylor      | 116   | 18   | 0,16  | 16           | 2022–2025  | [carece de fontes?] |
| 6.º     | Josef Martínez     | 40    | 12   | 0,30  | 3            | 2023       | [carece de fontes?] |
| 7.º     | Matías Rojas       | 20    | 9    | 0,45  | 2            | 2024       | [carece de fontes?] |
| 8.º     | Jordi Alba         | 69    | 8    | 0,12  | 22           | 2023–      | [carece de fontes?] |
| 8.º     | Benjamin Cremaschi | 87    | 8    | 0,09  | 9            | 2023–      | [carece de fontes?] |
| 10.º    | Diego Gómez        | 40    | 7    | 0,18  | 7            | 2023–2024  | [carece de fontes?] |
| 10.º    | Lewis Morgan       | 58    | 7    | 0,15  | 4            | 2022–2023  | [carece de fontes?] |
| 10.º    | Robbie Robinson    | 58    | 7    | 0,12  | 2            | 2020–2024  | [carece de fontes?] |
| 10.º    | Rodolfo Pizarro    | 62    | 7    | 0,11  | 10           | 2020–2023  | [carece de fontes?] |

### Treinadores
Atualizado em 15 de maio de 2025
| Treinador                 | Período                                       | Jogos | Vitórias | Empates | Derrotas | Percentagem de vitórias |
| ------------------------- | --------------------------------------------- | ----- | -------- | ------- | -------- | ----------------------- |
| Diego Alonso              | 30 de dezembro de 2019 – 7 de janeiro de 2021 | 24    | 7        | 3       | 14       | 29,17%                  |
| Phil Neville              | 18 de janeiro de 2021 – 1 de junho de 2023    | 90    | 35       | 13      | 42       | 38,89%                  |
| Javier Morales (interino) | 1 de junho de 2023 – 10 de julho de 2023      | 7     | 1        | 3       | 3        | 14,29%                  |
| Gerardo Martino           | 10 de julho de 2023 – 22 de novembro de 2024  | 67    | 35       | 16      | 16       | 52,24%                  |
| Javier Mascherano         | 26 de novembro de 2024 – presente             | 16    | 10       | 3       | 3        | 62,50%                  |
| Total                     | Total                                         | 204   | 88       | 38      | 78       | 43,14%                  |

## Infraestrutura

### Time reserva
Em 9 de outubro de 2019, o clube anunciou que colocaria em campo um time reserva na terceira divisão do US Soccer, a USL League One. Esta equipa permite ao clube preparar futuros jogadores com qualidade competitiva na esperança de serem convocados para a equipa principal. A equipe anônima da League One Miami treinará nas instalações de treinamento do Inter Miami CF Stadium.
A equipe abriria sua temporada inaugural em 27 de março de 2020, contra o Union Omaha no Inter Miami CF Stadium, mas a partida foi adiada devido à pandemia de COVID-19.
Em 24 de fevereiro de 2022, o Fort Lauderdale CF anunciou que o time foi rebatizado como Inter Miami CF II antes de sua mudança para o MLS Next Pro, a nova liga reserva para times da MLS.

### Academia
A Inter Miami CF Academy é a academia oficial de jovens e sistema de desenvolvimento do Inter Miami CF, criada em 2019. A academia é composta por vários níveis de faixas etárias, variando de sub-12 a sub-17. Essas equipes também treinarão no campo de treinamento do Inter Miami CF Stadium, ao lado de suas contrapartes da MLS e USL League One. Todas as equipes juvenis do Inter Miami competem na liga de futebol MLS Next desde a temporada inaugural de 2022. O sistema abrange as categorias sub-12, sub-13, sub-14, sub-15 e sub-17.

## Mídia
As três primeiras partidas do time na temporada de 2020 foram atribuídas a transmissões nacionais; um acordo de transmissão não foi anunciado antes da suspensão do jogo devido à pandemia de COVID-19, mas a equipe anunciou que Ray Hudson atuaria como comentarista em campo, enquanto Andres Cordero atuou como comentarista, acompanhado por Fernando Fiore como narrador e Kaylyn Kyle como repórter. Em 3 de abril de 2020, o clube anunciou um acordo regional de televisão em inglês com a CBS Television Stations, sob o qual suas partidas regionais iriam ao ar na WBFS-TV, afiliada da MyNetworkTV, com partidas selecionadas sendo transmitidas na WFOR-TV, canal da CBS. Após isso, em 30 de abril, o clube anunciou um acordo de direitos espanhóis com a Univision, onde os jogos seriam transmitidos em sua afiliada de televisão WAMI e afiliada de rádio WQBA, com uma equipe de transmissão composta por Ramses Sandoval, Luis Omar Tapia, Daniel Nohra, Diego Balado, Nicholas Cantor e Tony Cherchi.
Todos os contratos de televisão regionais da Major League Soccer expiraram após a temporada de 2023, com toda a cobertura televisiva passando para MLS Season Pass na Apple TV.